# 용흥초등학교 (문경시)
용흥초등학교는 대한민국 경상북도 문경시에 있는 공립 초등학교이다.

## 학교 연혁
- 1934.05.15 문경공립보통학교 부설 신북간이학교로 개교
- 1943.03.30 문경동부공립국민학교로 개교
- 1948.02.18 용흥국민학교로 개명
- 1981.03.01 병설 유치원 개설
- 1992.02.29 중평 분교장 폐교
- 1996.03.01 용흥초등학교로 교명 개정
- 1998.03.01 교육부 지정 인성교육 자율시범 학교
- 2004.11.05 전국 '아름다운 학교' 선정
- 2013.02.15 제65회 졸업(졸업생 6명, 총 3,527명)
- 2013.03.01 4학급 편성(복식 2, 단식 2), 유치원 1학급 편성

## 참고 자료
- 용흥초등학교 - 한국교육학술정보원 학교알리미